# PAEEK Kerynias
Maillots
Le Podosfairiki Athlitiki Enosi Eparxeias Kerynias (en grec moderne : Ποδοσφαιρική Αθλητική Ένωση Επαρχίας Κερύνειας), plus couramment abrégé en PAEEK Kerynias ou tout simplement en PAEEK (en grec moderne : ΠΑΕΕΚ), est un club chypriote de football fondé en 1953 et basé dans la ville de Kyrenia.
Il joue aujourd'hui en exil à Nicosie, depuis l'invasion turque de juillet 1974. Le club comporte également une équipe de basket-ball.

## Historique
- 1953 : fondation du club sous le nom de PAEEK

### Basket-ball
Le PAEEK est membre fondateur de la Fédération de Basket-ball chypriote en 1966. Dans les années 1970, la division basket-ball du club remporte le championnat de Chypre de basket, et ceci pendant 3 années consécutives. 
Le PAEEK atteint la finale de la Coupe de Chypre de basket-ball à 5 reprises, perdant chacune de ces finales. En 1995, le club représente la Chypre dans les compétitions européennes, lors de la Coupe Saporta. Ils sont mis KO par le PAOK Salonique. 

### Football
L'équipe de football n'est pas équivalente en termes de succès à l'équipe de basket-ball. En effet la section football oscille la plupart du temps entre la 2e division chypriote et la troisième division. En 2008, l'équipe se voit de nouveau promue en 2e division chypriote. Le club termine 11e et évite la relégation.

## Palmarès de la section football
| Compétitions nationales |
| --- |
| - Championnat de Chypre D2 (1): - Champion : 2020-21. - Championnat de Chypre D3 (3): - Champion : 1991-92, 2002-03 et 2007-08. |

## Personnalités du club

### Présidents du club
- Savvas Christophides
- Cleanthis Georgiades

### Entraîneurs du club
- Costas Sakkas
- Makis Sergides

### Effectif actuel
| N° | Nat.                 | Poste | Nom du joueur            |
| -- | -------------------- | ----- | ------------------------ |
|    | Drapeau des Pays-Bas | D     | Bert Esselink            |
|    | Drapeau de Chypre    | M     | Charalambos Aristotelous |
|    | Drapeau des Pays-Bas | M     | Thijs Timmermans         |
|    | Drapeau du Brésil    | M     | Nando                    |
|    | Drapeau de Chypre    | D     | Marios Demetriou         |
|    | Drapeau de Chypre    | A     | Chrysovalantis Kapartis  |
|    | Drapeau de Chypre    | D     | Andreas Fragkeskou       |
|    | Drapeau de Chypre    | M     | Marcos Charlambous       |
| —  | Drapeau de Chypre    | G     | Panagiotis Panagiotou    |
| —  | Drapeau des Pays-Bas | M     | Kevin Jansen             |
| —  | Drapeau de la Grèce  | D     | Alexandros Kouros        |

| No. | Nat.                  | Position | Nom du joueur                                        |
| --- | --------------------- | -------- | ---------------------------------------------------- |
| —   | Drapeau du Brésil     | D        | Felipe Macedo                                        |
| —   | Drapeau de la Guinée  | D        | Brem Soumaoro                                        |
| —   | Drapeau de l'Uruguay  | M        | Nico Varela                                          |
| —   | Drapeau de Chypre     | D        | Lefteris Hadjicostanti                               |
| —   | Drapeau de la Croatie | A        | Matko Babić (en prêt de l'AEL Limassol)              |
| —   | Drapeau de Chypre     | G        | Konstantinos Mavromoustakos                          |
| —   | Drapeau du Brésil     | M        | Carlos Dias (en prêt de l'APOEL Nicosie)             |
| —   | Drapeau de Chypre     | A        | Andreas Neofytou                                     |
| —   | Drapeau de Chypre     | M        | Andrish Neofytou (en prêt de l'Anorthosis Famagusta) |
| —   | Drapeau de la Pologne | G        | Patryk Procek (en prêt de l'AEL Limassol)            |

## Maillots
Les couleurs du maillot du PAEEK sont symboliques, avec le noir symbolisant la tristesse de l'invasion turque de 1974, et le blanc symbolisant l'espoir qu'un jour ils retourneront dans leur ville natale. Si cela se produit, les couleurs seront alors changées en jaune et noir, comme elles étaient avant l'invasion turque.